# Puente de Laufen
El puente de Laufen (nombre local: Laufenbrücke) cruza sobre el Alto Rin para conectar los cascos antiguos de las localidades de Laufenburg (Baden) en Alemania y de Laufenburg (Argovia) en Suiza. La estructura actual, que data de 1911, es un puente de dos vanos formado por dos arcos de hormigón armado que comparten una pila localizada en el centro del río. El proyecto y la construcción fueron obra del ingeniero suizo Robert Maillart.

## Historia

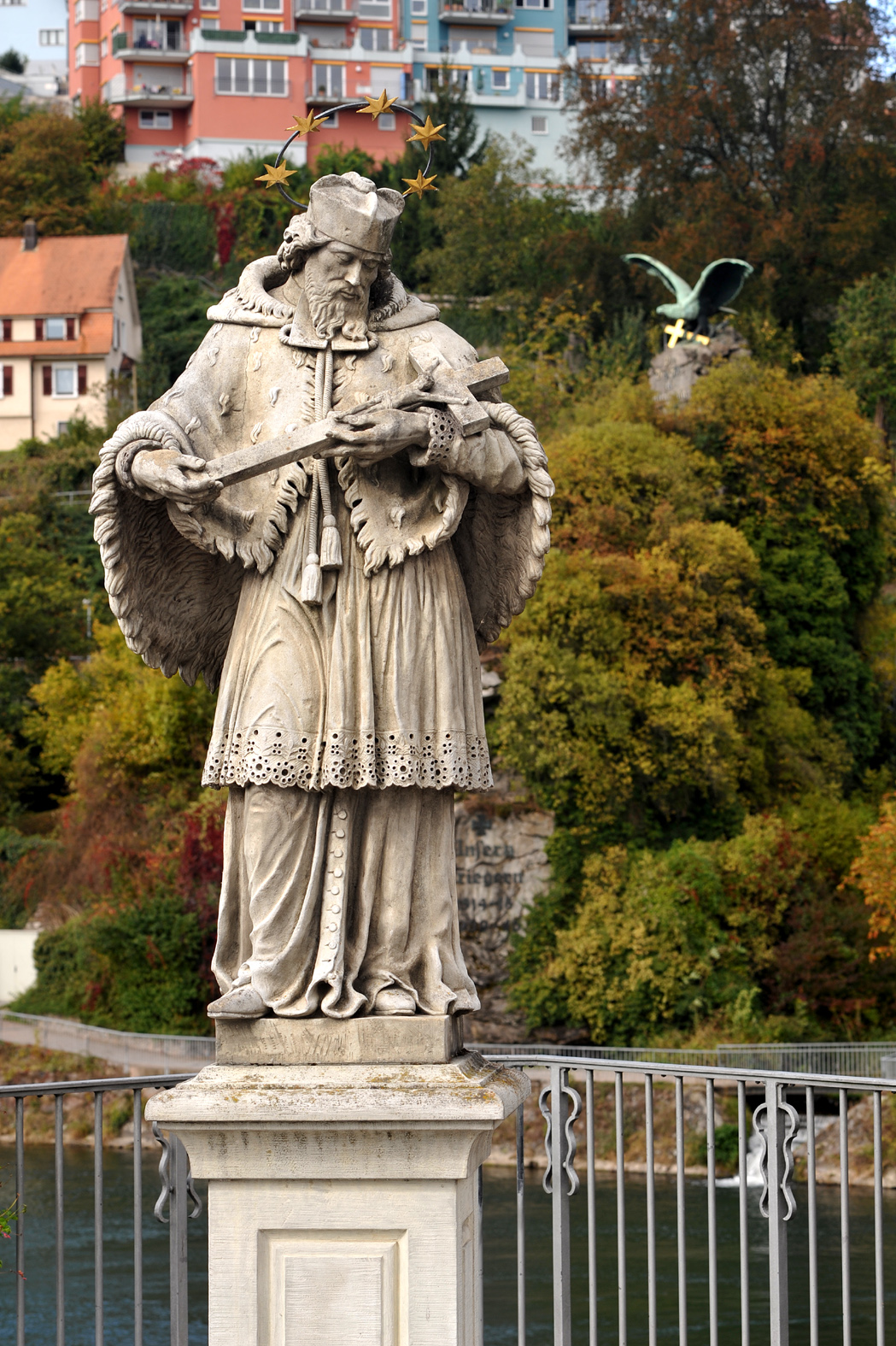
Estatua de Nepomuceno

La posición del puente es ideal, porque se localiza en el lugar más estrecho del río Rin entre el lago de Constanza y Basilea, y al parecer, ya había un puente durante la época romana. Sin embargo, la primera mención escrita del puente de Laufen se encuentra en un documento del año 1207, una estructura con pilares de madera que fue a menudo dañada o arrastrada por las inundaciones. 
A mediados del siglo XVI, el puente recibió los primeros pilares de piedra. A finales de la Guerra de los Treinta Años el puente fue desmantelado por los franceses, más tarde reconstruido y finalmente destruido otra vez en 1776. En 1810 Blasius Baldischwiler construyó un nuevo puente. Se trataba de un puente de madera cubierto tal como el situado más al oeste en Bad Säckingen, donde la superestructura de madera también fue construida por Blasius Baldischwiler.
A comienzos de la década de 1910 se construyó el presente puente, con pilares de hormigón según los planes del ingeniero suizo Robert Maillart. El hito fronterizo del año 1810 en el centro del puente marca la frontera entre Alemania y Suiza. Una estatua de San Nepomuceno se encuentra directamente en la frontera sobre el puente. Desde 2006, después de la inauguración del nuevo puente, está cerrado al tráfico de automóviles. Constituye un lugar popular para la celebración de eventos en el casco viejo de las dos ciudades de Laufenburg.
|  |  |  |

## Construcción
Como parte de la construcción de la central hidroeléctrica de Laufenburg entre 1909 y 1914, el puente de 1810 fue reemplazado por una nueva estructura en 1911. La planificación y la construcción estuvieron a cargo de la empresa constructora de Robert Maillart. En 1982, el puente de la carretera fue reparado a fondo, invirtiéndose 1,56 millones de francos suizos. Una estatua del santo patrón Nepomuceno, que se retiró del puente anterior en 1911, se colocó en una plataforma fajada al pilar del arroyo. El puente fue homologado para vehículos con un peso total máximo de 12 toneladas. Desde que se abrió al tráfico el nuevo puente del Rin en diciembre de 2004, el puente de 1911 ha estado cerrado al tráfico motorizado.

## Características técnicas
El puente cruza el Rin con dos arcos planos de alrededor de 8,7 m de ancho, cada uno con una luz de 41,5 m. La flecha de los arcos de forma parabólica es de 4,45 m, con un espesor en las impostas de 1,1 m y un espesor de 0,8 m en la clave. El pilar apoyado en el cauce del río tiene un ancho de 6,0 m. La bóveda, los pilares y los muros de tímpanos y testeros son de mampostería de piedra unida con hormigón.
En 1982 se sustituyó el relleno de cantería entre los muros frontales y el arco por una losa de hormigón armado. La losa solo se apoya directamente sobre la bóveda de piedra de hormigón en el vértice, mientras que sobre los estribos y el pilar central está colocada sobre aparatos de apoyo para que pueda moverse longitudinalmente.